# Church Island (Lough Currane)
Church Island (irisch: Oileán an Teampaill) ist eine flache, etwa dreieckige Insel im Lough Currane auf der Iveragh-Halbinsel im County Kerry in Irland. Sie liegt in der nördlichen Hälfte des Sees.

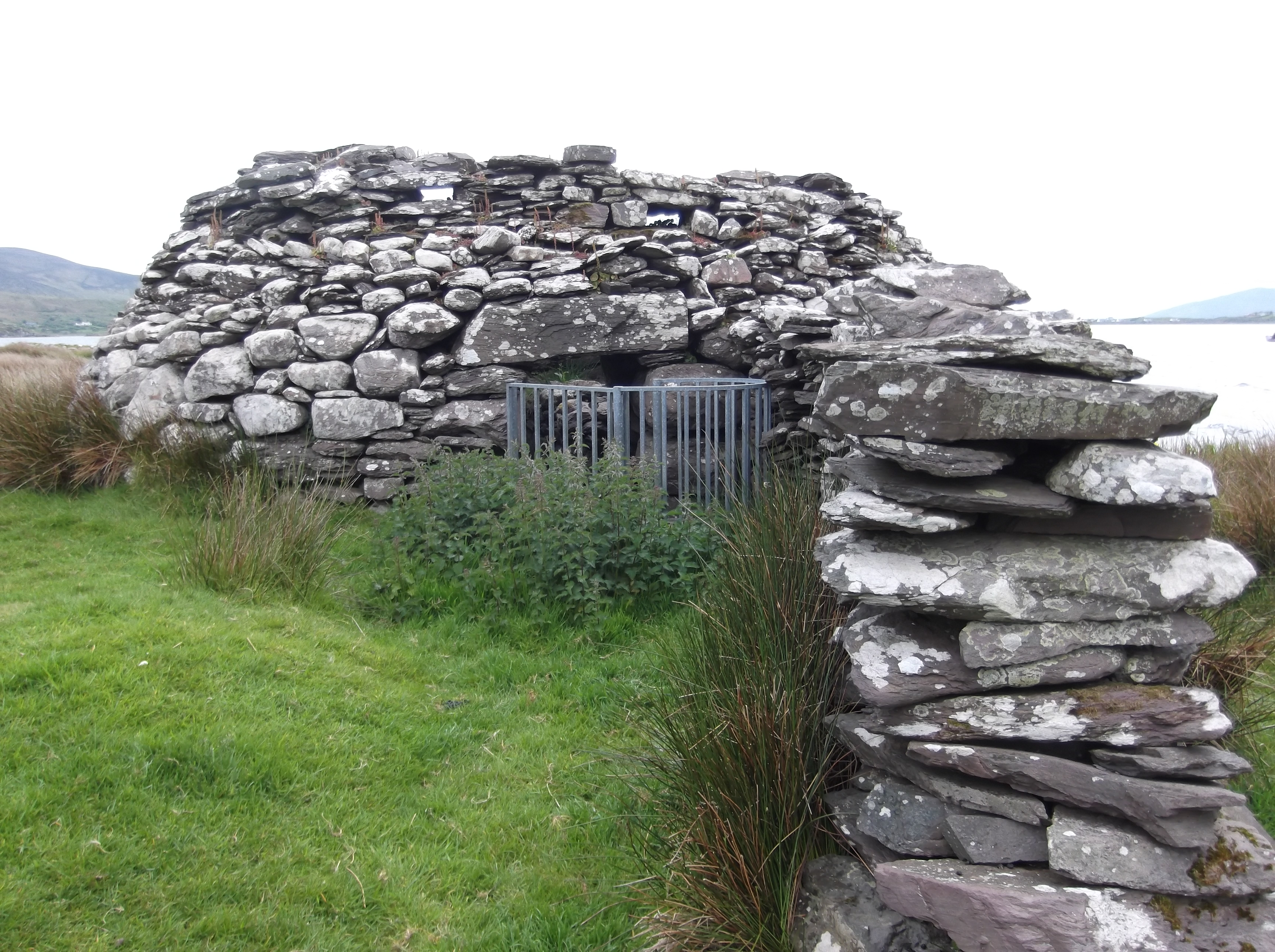
Klosterruine auf Church Island

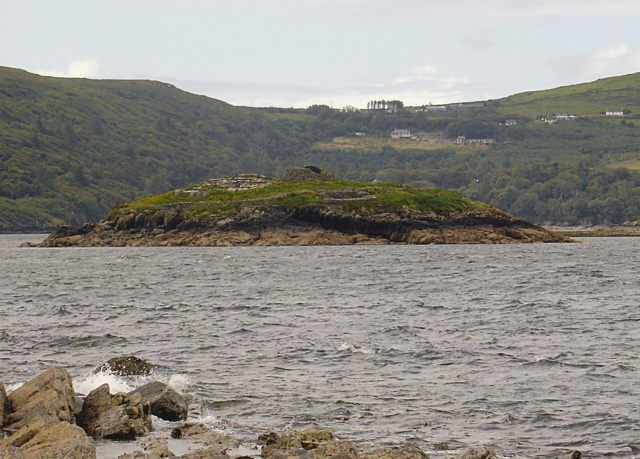
Church Island

## Sehenswürdigkeiten
Am Ostende von Church Island befindet sich die Ruine einer Kirche aus dem 12. Jahrhundert, ein National Monument mit romanischem Portal und den Resten der Wohnhütten der Mönche. Elf Grabsteine tragen christliche Symbole, zwei eine Inschrift. Kunsthistorische Vergleiche sprechen dafür, dass die Steine im 11. und 12. Jahrhundert angefertigt wurden. Die Gründung des Klosters wird auf St. Finan Cam zurückgeführt, der im 6. Jahrhundert lebte. Es sind jedoch bisher keine Reste der frühen Gründung gefunden worden. dagegen wurde ein schlecht erhaltenes Tau Cross gefunden.
St. Finans Klause (ein großer Clochan) liegt am Nordende der Insel.